# Stefan Stambolov
Stefan Nikolov Stambolov (bugarski: Стефан Николов Стамболов, Veliko Tarnovo,
12. veljače 1854. – Sofija, 18. srpnja 1895.) bio je bugarski političar, novinar, revolucionar i pjesnik koji je služio kao premijer i regent. Smatra se jednim od najvažnijih i najpopularnijih "utemeljitelja moderne Bugarske", te se ponekad naziva "bugarskim Bismarckom". Godine 1875. i 1876. godine sudjelovao je u pripremi ustanka u Staroj Zagori kao i Travnjskog ustanka.

## Politička karijera
Stambolov je sudjelovao u političkim raspravama već u vrijeme prvog bugarskog parlamenta na "osnivačkoj skupštini" 1879. godine. Nakon 1880. je postao potpredsjednik, a kasnije predsjednik Narodnog sobranja Republike Bugarske. Godine 1885. pomogao je dovesti do ujedinjenja Bugarske i Istočne Rumelije. Dana 20. kolovoza (ili 9. kolovoza prijelaz na gregorijanski kalendar) 1886., proruski časnici zbacili su princa Aleksandra s vlasti i izveli državni udar. Stambolov je vodio protuudar 28. kolovoza, te je preuzeo dužnost regenta.
Poslije služenja kao regent postao je predsjednik Vlade Bugarske, na toj poziciji ostao je sedam godina (1887. – 1894). Stambolov je bio nacionalist, kao političar ojačao je diplomaciju zemlje, gospodarstvo i opću političku moć države. 

## Atentat
Dana 15. srpnja 1895. godine, Stambolov je s kočijom krenuo prema svojoj kući, zajedno s tjelohraniteljem i prijateljem. Na pola puta kočija je zaustavljen od strane atentatora koji su pucali iz revolvera, što je uplašilo konje. Stambolov je brzo izašao, ali se susreo s tri napadača, naoružanih noževima. Stambolov je nosio oklopni prsluk što su napadači znali, dok su se borili jedan napadač ga je ubo u glavu, koju je pokušao zaštititi rukama. Njegov tjelohranitelj je konačno otjerao napadače.  
Na samrti je navodno rekao da će mu Bugari oprostiti sve ali neće što je doveo Ferdinanda I na vlast. Ferdinand je vjerovato bio umješan u atentat. Umro je na oko 2 ujutro 18. srpnja.

## Biografija
- Beaman, A. Hulme. 1895. M. Stambuloff. Frederick Warne. New York. Pristupljeno 21. prosinca 2012.
- Duncan M. Perry, Stefan Stambolov and the Emergence of Modern Bulgaria, 1870-1895, Duke University Press (1. lipnja 1993).